# Берісвіль
Берісвіль (нім. Bäriswil) — громада  в Швейцарії в кантоні Берн, адміністративний округ Берн-Міттельланд.

## Географія
Громада розташована на відстані близько 10 км на північний схід від Берна.
Берісвіль має площу 2,7 км², з яких на 11,9% дозволяється будівництво (житлове та будівництво доріг), 45,8% використовуються в сільськогосподарських цілях, 41,5% зайнято лісами, 0,7% не є продуктивними (річки, льодовики або гори).

## Демографія
2019 року в громаді мешкало 1046 осіб (+5,1% порівняно з 2010 роком), іноземців було 6,8%. Густота населення становила 383 осіб/км².
За віковим діапазоном населення розподілялося таким чином: 19,2% — особи молодші 20 років, 58,2% — особи у віці 20—64 років, 22,6% — особи у віці 65 років та старші. Було 462 помешкань (у середньому 2,3 особи в помешканні).
Із загальної кількості 170 працюючих 15 було зайнятих в первинному секторі, 27 — в обробній промисловості, 128 — в галузі послуг.